# Brian Naylor
John Brian Naylor (* 24. März 1923 in Salford; † 8. August 1989 in Marbella) war ein britischer Autorennfahrer.

## Karriere
Brian Naylor war vor dem Zweiten Weltkrieg als Autohändler tätig und wurde während des Krieges, in dem er als Nachrichtenoffizier kämpfte, mehrmals wegen Tapferkeit ausgezeichnet.
Nach dem Krieg begann Naylor in den 1950er Jahren mit dem Motorsport. 1957 borgte er sich einen Cooper T43 und bestritt damit den Großen Preis von Deutschland auf dem Nürburgring. Am Ende des Rennens überquerte er die Ziellinie am 13. Rang und wurde mit dem kleinen Formel-2-Cooper Zweiter in dieser Klasse.
Ende der 1950er-Jahre begann Naylor mit der Entwicklung eigener Rennfahrzeuge, die er unter dem Namen JBW an den Start brachte. Neben Sportwagen baute Naylor auch Formel-1-Rennwagen, die von einem Maserati-Vierzylinder-Motor angetrieben wurden. Sein Debüt gab der Wagen beim Großen Preis von Großbritannien 1959. Richtig erfolgreich war Naylor mit seinen Eigenbau-Fahrzeugen in der Weltmeisterschaft nie, nur bei Rennen der Formel-Libre gab es einige gute Ergebnisse.
Naylor musste nach längerer Krankheit 1961 den Rennsport aufgeben und verstarb 1989 in Marbella.

## Statistik

### Statistik in der Automobil-Weltmeisterschaft

#### Gesamtübersicht
| Saison | Team         | Chassis     | Motor           | Rennen | Siege | Zweiter | Dritter | Poles | schn. Rennrunden | Punkte | WM-Pos. |
| ------ | ------------ | ----------- | --------------- | ------ | ----- | ------- | ------- | ----- | ---------------- | ------ | ------- |
| 1957   | J. B. Naylor | Cooper T43  | Climax 1.5 L4   | 1      | −     | −       | −       | −     | −                | −      | NC      |
| 1958   | J. B. Naylor | Cooper T45  | Climax 1.5 L4   | 1      | −     | −       | −       | −     | −                | −      | NC      |
| 1959   | J. B. Naylor | JBW Type 59 | Maserati 2.5 L4 | 1      | −     | −       | −       | −     | −                | −      | NC      |
| 1960   | J. B. Naylor | JBW Type 59 | Maserati 2.5 L4 | 3      | −     | −       | −       | −     | −                | −      | NC      |
| 1961   | J. B. Naylor | JBW Type 61 | Climax 1.5 L4   | 1      | −     | −       | −       | −     | −                | −      | NC      |
| Gesamt | Gesamt       | Gesamt      | Gesamt          | 7      | −     | −       | −       | −     | −                | −      |         |

#### Einzelergebnisse
| Saison | 1   | 2 | 3  | 4   | 5  | 6   | 7   | 8   | 9   | 10 | 11 |
| ------ | --- | - | -- | --- | -- | --- | --- | --- | --- | -- | -- |
| 1957   |     |   |    |     |    |     |     |     |     |    |    |
|        |     |   |    |     | 13 |     |     |     |     |    |    |
| 1958   |     |   |    |     |    |     |     |     |     |    |    |
|        |     |   |    |     |    |     | DNF |     |     |    |    |
| 1959   |     |   |    |     |    |     |     |     |     |    |    |
|        |     |   |    | DNF |    |     |     |     |     |    |    |
| 1960   |     |   |    |     |    |     |     |     |     |    |    |
|        | DNQ |   |    |     |    | 13  |     | DNF | DNF |    |    |
| 1961   |     |   |    |     |    |     |     |     |     |    |    |
|        |     |   | WD |     |    | DNF |     |     |     |    |    |

| Legende  | Legende            | Legende                                                          |
| Farbe    | Abkürzung          | Bedeutung                                                        |
| -------- | ------------------ | ---------------------------------------------------------------- |
| Gold     | –                  | Sieg                                                             |
| Silber   | –                  | 2. Platz                                                         |
| Bronze   | –                  | 3. Platz                                                         |
| Grün     | –                  | Platzierung in den Punkten                                       |
| Blau     | –                  | Klassifiziert außerhalb der Punkteränge                          |
| Violett  | DNF                | Rennen nicht beendet (did not finish)                            |
| Violett  | NC                 | nicht klassifiziert (not classified)                             |
| Rot      | DNQ                | nicht qualifiziert (did not qualify)                             |
| Rot      | DNPQ               | in Vorqualifikation gescheitert (did not pre-qualify)            |
| Schwarz  | DSQ                | disqualifiziert (disqualified)                                   |
| Weiß     | DNS                | nicht am Start (did not start)                                   |
| Weiß     | WD                 | zurückgezogen (withdrawn)                                        |
| Hellblau | PO                 | nur am Training teilgenommen (practiced only)                    |
| Hellblau | TD                 | Freitags-Testfahrer (test driver)                                |
| ohne     | DNP                | nicht am Training teilgenommen (did not practice)                |
| ohne     | INJ                | verletzt oder krank (injured)                                    |
| ohne     | EX                 | ausgeschlossen (excluded)                                        |
| ohne     | DNA                | nicht erschienen (did not arrive)                                |
| ohne     | C                  | Rennen abgesagt (cancelled)                                      |
| ohne     | keine WM-Teilnahme |                                                                  |
| sonstige | P/fett             | Pole-Position                                                    |
| sonstige | 1/2/3/4/5/6/7/8    | Punktplatzierung im Sprint-/Qualifikationsrennen                 |
| sonstige | SR/kursiv          | Schnellste Rennrunde                                             |
| sonstige | *                  | nicht im Ziel, aufgrund der zurückgelegten Distanz aber gewertet |
| sonstige | ()                 | Streichresultate                                                 |
| sonstige | unterstrichen      | Führender in der Gesamtwertung                                   |

### Le-Mans-Ergebnisse
| Jahr | Team             | Fahrzeug              | Teamkollege      | Platzierung | Ausfallgrund |
| ---- | ---------------- | --------------------- | ---------------- | ----------- | ------------ |
| 1958 | Bruce Halford    | Lister                | Bruce Halford    | Rang 15     |              |
| 1959 | Graham Whitehead | Aston Martin DBR1/300 | Graham Whitehead | Ausfall     | Unfall       |

### Einzelergebnisse in der Sportwagen-Weltmeisterschaft
| Saison | Team             | Rennwagen         | 1   | 2   | 3   | 4   | 5   | 6   |
| ------ | ---------------- | ----------------- | --- | --- | --- | --- | --- | --- |
| 1954   | Brian Naylor     | Cooper T29        | BUA | SEB | MIM | LEM | RTT | CAP |
| 1954   | Brian Naylor     | Cooper T29        |     | DNF |     |     |     |     |
| 1958   | Bruce Halford    | Lister            | BUA | SEB | TAR | NÜR | LEM | RTT |
| 1958   | Bruce Halford    | Lister            |     | 15  |     |     |     |     |
| 1959   | Graham Whitehead | Aston Martin DBR1 | SEB | TAR | NÜR | LEM | RTT |     |
| 1959   | Graham Whitehead | Aston Martin DBR1 |     |     | DNF | DNF |     |     |